# Burgrabia krakowski
Burgrabia krakowski (łac. magnus procurator arcis cracoviensis) – urząd Korony Królestwa Polskiego I Rzeczypospolitej.
Mianowany przez króla, podlegał jednak władzy starosty Krakowskiego, co było czysto iluzoryczne, ponieważ władza starosty nie sięgała zamku, a odpowiadał tylko przed sądem sejmowym. Pobierał pensję z żupy wielickiej. Od 1621 zwolniony był z uczestnictwa w pospolitym ruszeniu.
Do jego kompetencji należała opieka nad Zamkiem Królewskim na Wawelu.
Urząd powstał za panowania Kazimierza III Wielkiego. Burgrabia krakowski był wówczas jednym z sędziów Sądu Wyższego Prawa Niemieckiego. W drugiej połowie XVI wieku było ich dziewięciu, w końcu XVIII wieku dwunastu.

## Burgrabiowie krakowscy
| Imię i nazwisko        | Okres urzędowania | p.                |  |
| ---------------------- | ----------------- | ----------------- |  |
| Mikołaj Szydłowiecki   | XV w.             |                   |  |
| Jakub Szydłowiecki     | XV w.             |                   |  |
| Jakub Saszowski        | XVI w.            | [ 1 ] [ 2 ] [ 3 ] |  |
| Jan Aleksander Waxma   | XVII w.           | [ 4 ]             |  |
| Tobiasz Morsztyn       | XVII w.           |                   |  |
| Krzysztof Rogowski     | 1735–1740         | [ 5 ]             |  |
| Jan Fajgiel            | –1780             | [ 6 ]             |  |
| Stanisław Goczałkowski | 1780–             | [ 6 ]             |  |